# أنيتا ك. جونز
أنيتا ك. جونز (بالإنجليزية: Anita K. Jones)‏ هي عَالِمَة حاسوب أمريكية، ولدت في 1942 في هيوستن في الولايات المتحدة.

## وصلات خارجية
- الموقع الرسمي
- أنيتا ك. جونز على موقع إن إن دي بي (الإنجليزية)